# Troisième circonscription de la préfecture d'Okayama
La troisième circonscription de la préfecture d'Okayama (岡山県第3区, Okayama-ken dai-san-ku) est l'une des cinq circonscriptions législatives que compte la préfecture d'Okayama au Japon. Cette circonscription comptait 271 238 électeurs en date du 1er septembre 2021.

## Description géographique
La troisième circonscription de la préfecture d'Okayama regroupe une petite partie d'Okayama, la majeure partie de Maniwa, les villes de Tsuyama, Bizen, Akaiwa et Mimasaka ainsi que les districts de Wake, Maniwa, Tomata, Katsuta, Aida et Kume.

## Députés
| Législature | Début de mandat | Fin de mandat | Député élu            |  | Parti politique |
| ----------- | --------------- | ------------- | --------------------- |  | --------------- |
| 41e         | 1996            | 2000          | Takeo Hiranuma        |  | PLD             |
| 42e         | 2000            | 2003          | Takeo Hiranuma        |  | PLD             |
| 43e         | 2003            | 2005          | Takeo Hiranuma        |  | PLD             |
| 44e         | 2005            | 2009          | Takeo Hiranuma        |  | SE              |
| 45e         | 2009            | 2012          | Takeo Hiranuma        |  | SE              |
| 46e         | 2012            | 2014          | Takeo Hiranuma        |  | ARJ             |
| 47e         | 2014            | 2017          | Takeo Hiranuma        |  | PKJ             |
| 48e         | 2017            | 2021          | Toshiko Abe           |  | SE              |
| 49e         | 2021            | -             | Shōjirō Hiranuma (ja) |  | SE              |